# یواس‌اس سیگنال (۱۸۶۲)
یواس‌اس سیگنال (۱۸۶۲) (به انگلیسی: USS Signal (1862)) یک کشتی بود که طول آن ۱۵۷ فوت (۴۸ متر) بود. این کشتی در سال ۱۸۶۲ ساخته شد.